# Кубок наследного принца Катара
Кубок Наследного принца — кубковый футбольный турнир, проводимый под эгидой Футбольной Ассоциации Катара с 1995 года. Турнир проводится ежегодно после окончания чемпионата в первом дивизионе. Участники определяются по итоговому положению в турнирной таблице.

## Схема проведения
В турнире принимают четыре лучших по итогам завершившегося чемпионата в Q-лиге команды. Игры начинаются с полуфиналов. Пары составляются следующим образом: новоиспеченный чемпион страны играет с командой, занявшей четвёртое место, а вторая и третья команды страны играют между собой. На полуфинальной стадии команды играют в парах по два матча: один дома, один на выезде. Победители пар играют один финальный матч, победитель которого награждается Кубком Наследного принца.

## Финалы
| Сезон | Победитель | Счет       | Финалист   |
| ----- | ---------- | ---------- | ---------- |
| 1995  | Эр-Райян   | 1-0        | Аль-Араби  |
| 1996  | Эр-Райян   | 2-0        | Аль-Вакра  |
| 1997  | Аль-Араби  | 0-0 [4-3]* | Эр-Райян   |
| 1998  | Аль-Садд   | 3-2        | Аль-Араби  |
| 1999  | Аль-Вакра  | 2-1        | Аль-Гарафа |
| 2000  | Аль-Гарафа | 0-0 [9-8]* | Эр-Райян   |
| 2001  | Эр-Райян   | 5-0        | Аль-Араби  |
| 2002  | Катар СК   | 2-0        | Аль-Гарафа |
| 2003  | Аль-Садд   | 2-0        | Аль-Гарафа |
| 2004  | Катар СК   | 2-1        | Аль-Садд   |
| 2005  | Аль-Хор    | 2-1        | Аль-Вакра  |
| 2006  | Аль-Садд   | 2-1        | Катар СК   |
| 2007  | Аль-Садд   | 2-1        | Аль-Гарафа |
| 2008  | Аль-Садд   | 1-0        | Аль-Гарафа |
| 2009  | Катар СК   | 0-0[4-2]*  | Эр-Райян   |

* - в квадратных скобках указан счет в серии пенальти

## Победители
Из 14 розыгрышей лишь 5 раз клуб ставший чемпионом выигрывал Кубок Наследного принца.
| Команда    | Кол-во побед |
| ---------- | ------------ |
| Аль-Садд   | 5            |
| Эр-Райян   | 3            |
| Катар СК   | 2            |
| Аль-Хор    | 1            |
| Аль-Гарафа | 1            |
| Аль-Вакра  | 1            |
| Аль-Араби  | 1            |